# George A. Irwin
George Alexander Irwin (Mount Vernon, 17 de noviembre de 1844-Takoma Park, 23 de mayo de 1913) fue un pastor y administrador adventista del séptimo día que se desempeñó como presidente de la Asociación General entre 1897 y 1901.

## Biografía
Irwin nació en las cercanía de Mount Vernon, Ohio el 17 de noviembre de 1884. A los 17 años de edad se unió como voluntario al Ejército de la Unión durante el periodo de la Guerra de Secesión, siendo ubicado en el 20° Regimiento de Infantería de Voluntarios de Ohio. Después de pelear en diecisiete batallas, fue tomado prisionero cerca de Atlanta, y mientras estaba recluido en Prisión de Andersonville experimentó su conversión.
En 1867, Irwin se casó con una maestra de escuela llamada Nettie Johnson. Él y su familia se convirtieron al adventismo en 1885 tras asistir a una serie de conferencias dadas por D. E. Lindsay y W. H. Saxby. Fue nombrado presidente de la Asociación de Ohio de los Adventistas del Séptimo Día en 1889. En febrero de 1897, fue elegido presidente de la Asociación General en la sesión que se llevó a cabo en Lincoln (Nebraska). Como presidente, trató de reorganizar los deberes del ministerio e hizo una gira por Australia.
Arthur G. Daniells fue elegido presidente de la Asociación General en el año 1901, y se le solicitgó a Irwin que lo reemplace como presidente de la Unión Australiana. Se volvió desesperanzado por el tiempo que había servido como presidente de la Asociación General, viéndolo como "una gran falla". Volvió a los Estados Unidos en 1905 y fue nombrado vicepresidente de la Asociación General y cinco años más tarde, tomó el cargo de presidente de la Unión del Pacífico de los Adventistas del Séptimo Día. En 1912, deja este último puesto, para unirse a la junta directiva de la que hoy se conoce como la Universidad de Loma Linda. La razón de este cambio fue su delicada salud, con la que tuvo que lidiar hasta su muerte el 23 de mayo de 1913.